# Leon Lagerlöf
Leon Lagerlöf   (Nordmaling, 8 d'abril de 1870 - Estocolm, 30 de novembre de 1951) va ser un tirador suec que va competir a començaments del segle xx. Va prendre part en tres edicions dels Jocs Olímpics, el 1912, 1920 i 1924.
El 1912, als Jocs de Londres, fou 29è en la prova de rifle lliure, 600 metres.
Un cop finalitzada la Primera Guerra Mundial, el 1920 va prendre part en els Jocs d'Anvers, on disputà cinc proves del programa de tir. Guanyà la medalla de plata en la prova de carrabina, 50 metres per equips i la de bronze en la de rifle militar 300 metres, drets per equips. En la prova de rifle lliure per equips fou sisè, mentre es desconeix la posició exacte en què finalitzà les altres dues proves que disputà.
La seva tercera i darrera participació en uns Jocs fou el 1924, a París, on fou dotzè en la prova de carrabina, 50 metres.